# Relation religieuse entre la France et la Géorgie
La  relation religieuse entre la France et la Géorgie  est doublement asymétrique ; la religion orthodoxe est minoritaire en France à côté de la religion catholique majoritairement déclarée — et de l' Église catholique  séparée de l’ État — ;  la religion catholique est minoritaire en Géorgie à côté de la religion orthodoxe majoritairement déclarée — et de l' Église de Géorgie non séparée de l’État —. 

## Histoire
Il est probable que des contacts aient été noués entre religieux français et géorgiens à la suite de la constitution de monastères géorgiens en Palestine au Ve siècle et lors des conciles qui aboutirent à la séparation des Églises d'Orient et d'Occident le 16 juillet 1054, bien qu'aucun texte connu à ce jour ne le certifie avec authenticité. Selon une première légende, un morceau de la vraie croix aurait été donné en 1121 aux Croisés français à la bataille de Didgori et aurait été envoyé à la Cathédrale Notre-Dame de Paris; selon une seconde légende Louis IX — dit Saint Louis — aurait fait confectionner au XIIIe siècle un reliquaire pour la Sainte-Chapelle par les orfèvres mingéliens à Zougdidi  ; au-delà des querelles religieuses — dans lesquelles le clergé géorgien partage les positions du patriarcat  byzantin —, les représentants des églises parviennent à maintenir un dialogue, sans toutefois empêcher les combats pour la possession des territoires de l'Empire byzantin, avec la mise à sac de Constantinople par les Croisés en 1204, puis le morcellement progressif de sa souveraineté et sa quasi-disparition au XVe siècle, laissant cette région sans puissance chrétienne forte. 

## Orthodoxie géorgienne en France

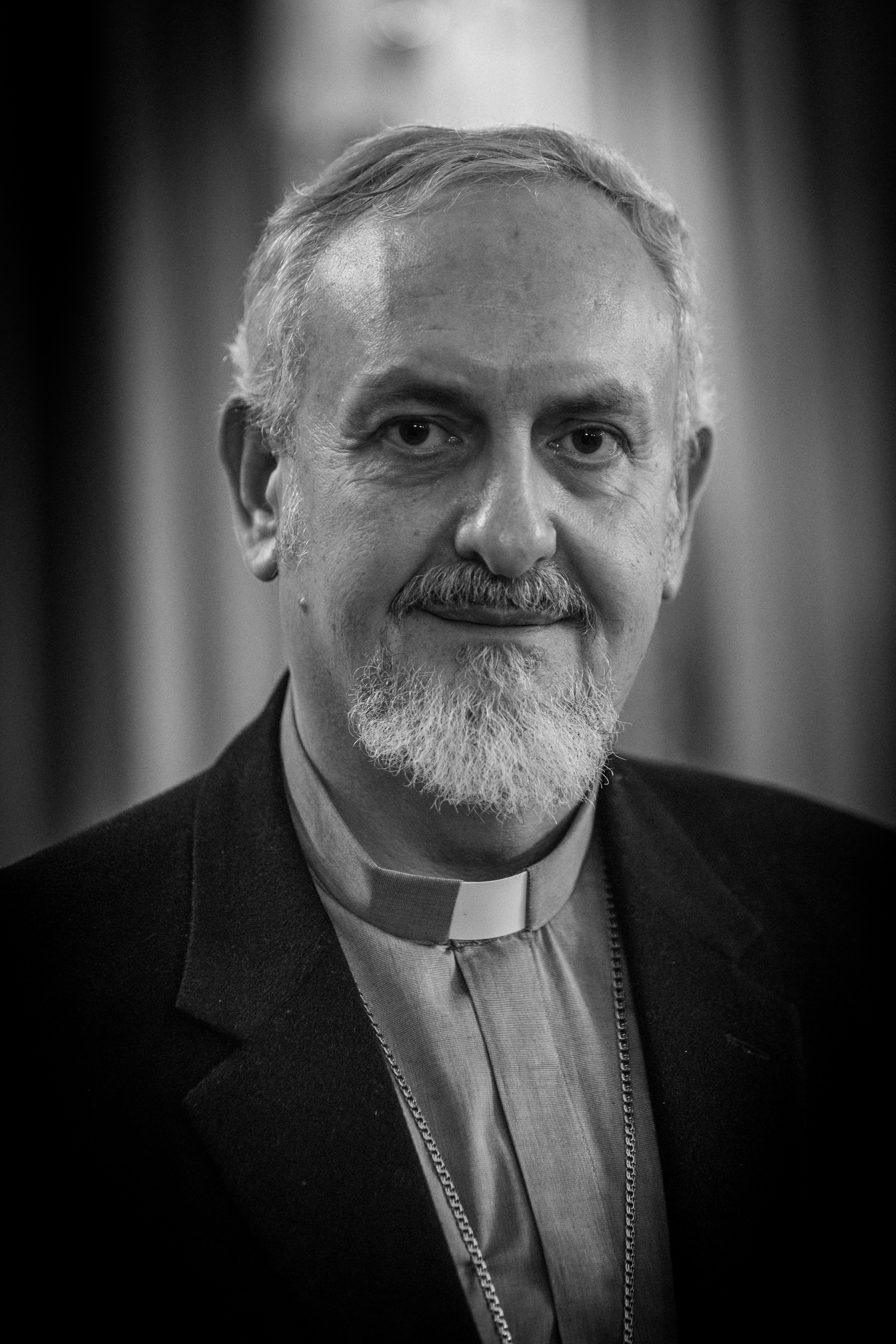
Mgr Emmanuel (Assemblée des évêques orthodoxes de France)

La chrétienté orthodoxe géorgienne , très minoritaire en France, est composée de trois paroisses. La Paroisse orthodoxe géorgienne Sainte-Nino de Paris, fondée en 1929, est rattachée au Patriarcat œcuménique de Constantinople par l'intermédiaire de l'Assemblée des évêques orthodoxes de France : elle a eu pour recteurs les pères Grégoire Péradzé (1931-1942), Nicolas Zabakhidzé (1943-1949), Élie Mélia (1949-1988) et Artchil Davrichachvili (depuis 1993). La Paroisse orthodoxe géorgienne Sainte-Kéthévane de Strasbourg, fondée en 1998, est rattachée à l'Église orthodoxe de Géorgie. La Paroisse orthodoxe géorgienne Sainte-Tamar de Villeneuve-Saint-Georges, consacrée en 2009, est rattachée à l'Église orthodoxe de Géorgie par l'intermédiaire du Métropolite Abraham — le rattachement a créé des tensions avec la Paroisse orthodoxe géorgienne Sainte-Nino de Paris —. 
Le Patriarche  Élie II, lors de sa troisième visite en France en 2009, rencontre le ministre français de l'Intérieur et des cultes, Michèle Alliot-Marie. 
La chrétienté orthodoxe géorgienne en France concerne entre 10 000 à 15 000 fidèles.

## Catholicisme en Géorgie

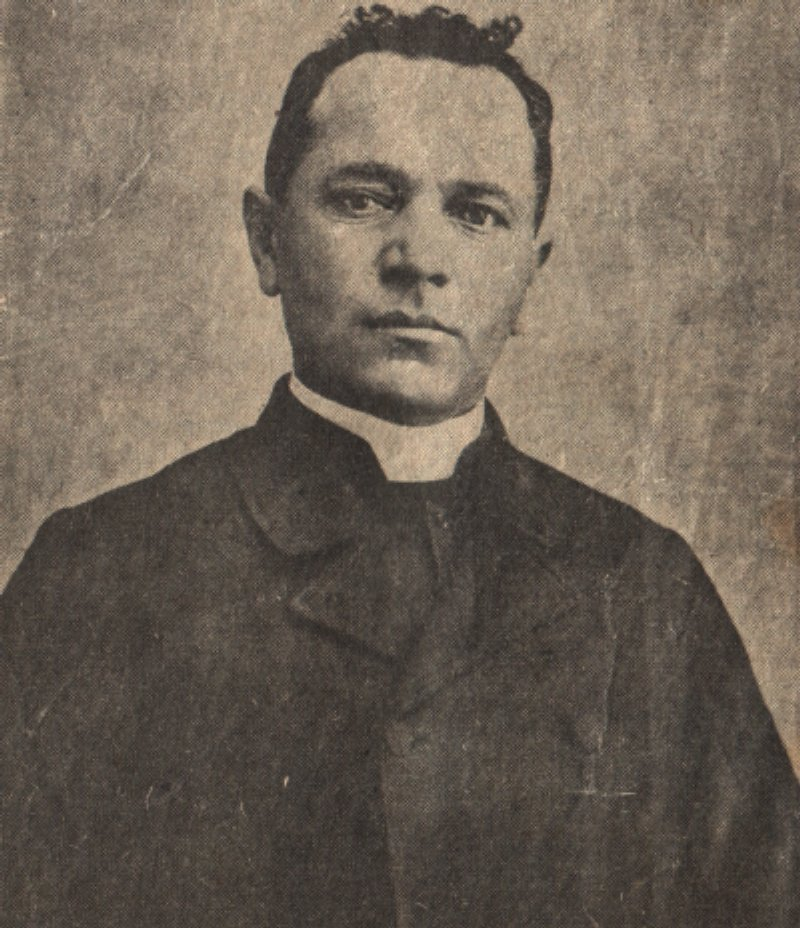
Michel Tamarati, prêtre catholique géorgien (1858-1911)

La présence de l’ Église catholique romaine est acceptée en Géorgie en 1993, sous la présidence d’Edouard Chevardnadze : une délégation du Vatican est reçue et l’Administration apostolique du Caucase est créée. En 1994, l'œuvre de charité catholique Caritas Georgia est fondée. En 1998, les Frères camiliens ouvrent un centre médical en périphérie de Tbilissi (puis en 2003 un centre pour handicapés). En 1999, le pape Jean-Paul II se rend en Géorgie. En 2000, un évêché couvrant le territoire de l’Arménie et de la Géorgie est créé, avec pour cathédrale Notre-Dame de l’Assomption de Tbilissi: Mgr Giuseppe Pasotto en prend la tête. En 2007, l'institution des Sœurs françaises Sainte-Nino, dépendante de la congrégation des Sœurs de Sainte-Chrétienne de Metz, s'installe à Akhaltsikhé. Le 30 septembre 2016, le pape François est reçu en visite officielle en Géorgie, prononçant un discours auprès du Patriarche de l’Église orthodoxe : tout comme lors de la visite du pape Jean-Paul II, aucune prière commune entre représentants de l’Église catholique et ceux de l’Église orthodoxe de Géorgie n’a lieu. Le recteur de l'Institut catholique de théologie de Tbilissi, le Père Dumoulin, déclare lors de cette visite :Les catholiques géorgiens se sentent discriminés. 

Le catholicisme concerne moins de 20 000 fidèles.